# 薩米特鎮區 (堪薩斯州克勞德縣)
薩米特鎮區（英語：Summit Township）為位在美國堪薩斯州克勞德縣的鎮區。2010年美国人口普查中該鎮區人口有49人。

## 地理
薩米特鎮區涵蓋面積139.13平方（53.72平方英里），境內無城市設立。

### 墓園
根據美國地質調查局的資料，此鎮區擁有1座墓園：
- 西薩米特墓園（West Summit Cemetery）

## 人口統計
根據2010年美國人口普查，薩米特鎮區人口有49人，人口密度為0.35人/每平方公里。此鎮區居民之種族有97.96%為白人；0%為非裔美洲人；0%為美洲原住民；0%為亞洲人；0%為太平洋島民；0%為其他種族；另外有2.04%為混血種族。而西班牙裔或拉丁裔美洲人佔此鎮區人口的0%。

## 外部連結
- US-Counties.com
- City-Data.com （页面存档备份，存于）